# Анисимов, Степан Анатольевич
Степан Анатольевич Анисимов (род. 22 января 2002, Санкт-Петербург) — российский хоккеист, защитник.

## Биография
Родился в Санкт-Петербурге, но в детстве переехал в Череповец, где стал заниматься хоккеем в «Северстали». С 2017 года — в команде «СКА-Варяги» (посёлок имени Морозова). С сезона 2018/19 — игрок команды МХЛ «СКА-1946», в сезонах 2019/20 — 2020/22 выступал также за «СКА-Варяги» в МХЛ. С сезона 2021/22 — игрок команды ВХЛ «СКА-Нева».
В начале мая 2022 года провёл четыре товарищеских матча в составе сборной России против Белоруссии.